# Ian Tracey
Ian Tracey (* 26. Juni 1964 in Vancouver Island, British Columbia) ist ein kanadischer Schauspieler; er wirkte in weit über 70 Film- und Fernsehproduktionen mit. International bekannt wurde er, gemeinsam mit Sam Snyders, durch die Hauptrolle des Huckleberry Finn in der Fernsehserie Die Abenteuer von Tom Sawyer und Huckleberry Finn.

## Filmografie (Auswahl)
- 1980: Die Abenteuer von Tom Sawyer und Huckleberry Finn (Huckleberry Finn and His Friends, Fernsehserie, 26 Episoden)
- 1981: Die Minikins – Im Land der Riesen (The Minikins, Fernsehserie)
- 1983: Eureka
- 1985: Natty Gann (The Journey of Natty Gann)
- 1986: Fire with Fire – Verbotene Leidenschaft (Fire With Fire)
- 1987: Die Nacht hat viele Augen (Stakeout)
- 1987–1989: 21 Jump Street – Tatort Klassenzimmer (21 Jump Street, Fernsehserie, 4 Folgen)
- 1990: Die letzte Insel (The Last Island)
- 1991: Verschwörung des Schweigens (Conspiracy of Silence)
- 1991–1995: Der Polizeichef (The Commish, Fernsehserie, 17 Episoden)
- 1992–1993: Tropical Heat (Sweating Bullets, Fernsehserie, 44 Episoden)
- 1994: Trust in Me – Der Undercover Cop (Trust in Me)
- 1994: Timecop
- 1995: Akte X – Die unheimlichen Fälle des FBI (The X-Files, Fernsehserie, Episode 3x07)
- 1995: Krieg und Liebe (The War Between Us)
- 1995: Man with a Gun
- 1996: Carpool – Mit dem Gangster auf der Flucht (Carpool)
- 1996, 2000: Outer Limits – Die unbekannte Dimension (The Outer Limits, Fernsehserie, 2 Episoden)
- 1997: Medusa’s Child – Atombombe an Bord der 737
- 1998: Rupert’s Land
- 1998–2005: Da Vinci’s Inquest (Fernsehserie, 91 Episoden)
- 1999: Hard Time – Unschuldig verurteilt (Milgaard, Fernsehfilm)
- 1999: Touched
- 2000: Eine Dunkle Affäre (Dangerous Attraction)
- 2001: Prozac Nation – Mein Leben mit der Psychopille (Prozac Nation)
- 2002: Insomnia – Schlaflos (Insomnia)
- 2002: Stargate – Kommando SG-1 (Stargate SG-1, Fernsehserie, Episode 6x11)
- 2002: Taken (Miniserie, 2 Episoden)
- 2003: Cellmates
- 2003: Owning Mahowny
- 2003: Open Range – Weites Land (Open Range)
- 2003: Emile
- 2005: Elektra
- 2005–2006: Da Vinci’s City Hall (Fernsehserie, 13 Episoden)
- 2006: 4400 – Die Rückkehrer (The 4400, Fernsehserie, 3 Episoden)
- 2005–2007: Intelligence (Fernsehserie, 26 Episoden)
- 2009, 2011–2012, 2015: Heartland – Paradies für Pferde (Heartland, Fernsehserie, 5 Episoden)
- 2010: Rookie Blue (Fernsehserie, Episode 1x10)
- 2010: Flashpoint – Das Spezialkommando (Flashpoint, Fernsehserie, Episode 3x05)
- 2010: Republic of Doyle – Einsatz für zwei (Republic of Doyle, Fernsehserie, 1 Episode)
- 2010–2011: Sanctuary – Wächter der Kreaturen (Sanctuary, Fernsehserie, 8 Episoden)
- 2011: Sucker Punch
- 2011: Hell on Wheels (Fernsehserie, 5 Episoden)
- 2011, 2017: Supernatural (Fernsehserie, 2 Episoden)
- 2011: Shattered (Fernsehserie, 2 Episoden)
- 2012: Ring of Fire – Flammendes Inferno (Ring of Fire) (Fernsehfilm)
- 2012: The Listener – Hellhörig (The Listener, Fernsehserie, 1 Episode)
- 2012–2015: Continuum (Fernsehserie, 17 Episoden)
- 2013–2014: Bates Motel (Fernsehserie, 11 Episoden)
- 2013: Man of Steel
- 2013: Cedar Cove – Das Gesetz des Herzens (Cedar Cove, Fernsehserie, Episode 1x01)
- 2013: Rogue (Fernsehserie, 9 Episoden)
- 2013–2014: The 100 (Fernsehserie, Episoden 2x13–2x15)
- 2015: Wayward Pines (Fernsehserie, Episoden 1x07–1x09)
- 2015: Killjoys (Fernsehserie, 1 Episode)
- 2016: Motive (Fernsehserie, 1 Episode)
- 2016–2017: Incorporated (Fernsehserie, 7 Episoden)
- 2016–2018: Travelers – Die Reisenden (Travelers, Fernsehserie, 7 Episoden)
- 2019: Virgin River (Fernsehserie, 5 Episoden)
- 2019–2020: Project Blue Book (Fernsehserie, 10 Episoden)
- 2022: Billy the Kid (Fernsehserie)
- 2023: Fire Country (Fernsehserie, 1 Episode)
- 2024: The Good Doctor (Fernsehserie, 1 Episode)